# Begonia aceroides
Begonia aceroides es una especie de planta de la familia Begoniaceae. Esta begonia es originaria de Tailandia. La especie pertenece a la sección Diploclinium; fue descrita en 1953 por el botánico alemán Edgar Irmscher (1887-1968). El epíteto específico es aceroides que significa «parecido al arce (Acer)».
Begonia burkillii Irmsch. es un sinónimo ilegítimo, que no debe confundirse con otro nombre válido Begonia burkillii Dunn, que corresponde a una especie distinta.